# Nazaré da Mata
Nazaré da Mata es un municipio brasileño del estado de Pernambuco. Tiene una población estimada al 2020 de 82 573 habitantes.

## Historia
El territorio donde actualmente está localizado el municipio de Nazaré da Mata era llamado Lagoa d'Antas.
El poblamiento de "Nasareth" fue a comienzos del siglo XVIII, en una propiedad donde fue edificada la capilla de Nuestra Señora de la Concepción. En homenaje a la santa la localidad pasó a llamarse Nossa Senhora da Conceição de Nazaré.
En 1833, desglosándose del municipio de Igarassu, pasó a la categoría de villa. Fue elevada a la categoría de ciudad por la ley n° 258 del 11 de junio de 1850. El primer alcalde fue el padre Anísio Torres Bandeira, que tomó posesión en 1892 cuando los municipios pasaron a tener mayor autonomía administrativa con la proclamación de la República. Por el decreto-ley n° 952 del 31 de diciembre de 1943, el nombre de la ciudad fue modificado, agregando "da Mata", por encontrarse en esa zona geográfica.
Anualmente el día 17 de mayo el municipio conmemora su emancipación política.